# Mette Sørensen
Mette Sørensen, senere gift Mette van Dalm, (født 28. maj 1975) er en dansk tidligere elitebadmintonspiller. 

## Karriere
Hun vandt i 1999 VM bronze. I dag spiller hun i BBC (Brønderslev Badminton Club).

## Privatliv
Hun er i dag gift med Quinten van Dalm og sammen har de 2 børn.